# Hengerkoordináta-rendszer

Hengerkoordináta rendszer

A hengerkoordináta-rendszer vagy henger-koordinátarendszer egy háromdimenziós koordináta-rendszer, mely egy „P” pont helyét (pozícióját) három adattal határozza meg:
- ρ a tengelytől mért (radiális) távolság, vagyis a „P” pont referenciasíkbeli vetületének távolsága az origótól,
φ a „P” pont referenciasíkbeli vetületének (az origóból tekintett) szögtávolsága (azimut) a referenciairánytól és
z a függőleges távolság a választott referenciasíktól.

Ez utóbbi távolság lehet pozitív vagy negatív, attól függően, hogy a referenciasík mely oldalán van a pont. A rendszer origója az a pont, ahol mindhárom koordináta értéke 0. Ez a referenciasík és a tengely metszőpontja.
A hengerkoordináták térbeli alakzatok leírására szolgálnak.
A tengelyt hengeresnek vagy longitudinálisnak nevezik, a polártengelytől történő megkülönböztetésként; a polártengely az az egyenes, mely a referenciasíkon fekszik, az origóban ered és a referencia irányába mutat.
A tengelytől mért távolságot radiális távolságnak vagy rádiusznak hívják, míg a szöget bezáró koordinátát szögpozíciónak vagy azimutnak.
A rádiusz és az azimut együtt a polárkoordináták, melyek megfelelnek a kétdimenziós polárkoordináta-rendszernek.
A harmadik koordináta a magasság (ha a referenciasík vízszintes), és longitudinális pozíciónak vagy axiális pozíciónak is nevezik.
A hengeres koordináta-rendszer akkor használatos és hasznos, ha egy tárgynak vagy jelenségnek van forgási szimmetriája a longitudinális tengelyre nézve, mint például a vízfolyás egy egyenes csőben vagy a hőeloszlás egy fémhengerben.
Hengeres polárkoordinátának is hívják és poláros henger-koordinátának is.  Használják csillagok pozícióinak meghatározására is egy galaxisban.

## Meghatározás
Egy „P” pont három koordinátájának (ρ, φ, z) definíciója:
- A radiális távolság, ρ, „P” pont euklideszi távolsága a „z” tengelytől,
- Az azimut, φ az a szög, mely a választott sík referenciapontja és a „P” pont síkra vetített vonala közt záródik,
- A „z” magasság a „P” pont merőleges távolsága a választott síktól.

Ahogy a polárkoordináta-rendszerekben, úgy a hengerkoordináta-rendszerben a pontok koordinátázása nem egyértelmű; ugyanis a (ρ, φ, z) koordinátájú pontnak koordinátája még (ρ, φ ± n×360°, z), sőt (−ρ, φ ± (2n + 1)×180°, z) is. Továbbá, a z tengely pontjain a ρ sugár nulla, így itt az azimut tetszőleges.
Olyan helyzetekben, ahol megkövetelik az egyértelmű koordinátázást, a következő korlátozásokat vezetik be: ρ ≥ 0, és φ egy 360 fokot lefedő intervallumba esik, általában [−180°,+180°] vagy [0,360°].

## Konvenciók
A hengerkoordináta jelölései nem egységesek. Az ISO31-11 szabvány a (ρ, φ, z) jelöléseket ajánlja, ahol ρ a radiális koordináta, φ az azimut és z a magasság.
A rádiuszt gyakran „r”-rel jelölik, az azimutot „θ”-val és a magasságot „h”-val (ha henger tengelye vízszintes) vagy „x”-szel.

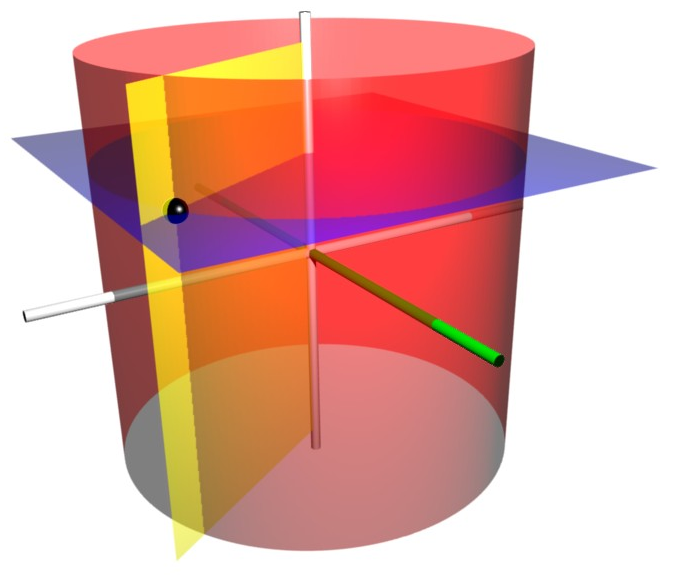
Hengerkoordináta-felületetek

## Koordináta-konverziók
A hengerkoordináta-rendszer csak egy a sok koordináta-rendszer között.
A fejezetben néhány ismertebb koordináta-rendszer és a hengerkoordináta-rendszer kapcsolatát mutatjuk be. 

### Descartes-féle koordináta-rendszer
A hengerkoordináta- és a Descartes-féle koordináta-rendszerek közötti konverzió esetén kézenfekvő, ha a hengerkoordináta-rendszer referenciasíkja a Descartes-féle koordináta-rendszer x-y síkja (z=0), és a henger tengelye a descartesi z tengelye. Így mind  a két rendszer tengelye azonos, és a megfeleltetés a hengerkoordináták (ρ,φ) és a  Descartes-féle koordinátákra (x,y) azonos a polárkoordinátákkal, azaz:
{\displaystyle x=\rho \cos \varphi }
{\displaystyle y=\rho \sin \varphi }
az egyik irányban, és
{\displaystyle \rho ={\sqrt {x^{2}+y^{2}}}}
{\displaystyle \varphi ={\begin{cases}0&{\mbox{if }}x=0{\mbox{ and }}y=0\\\arcsin({\frac {y}{\rho }})&{\mbox{if }}x\geq 0\\-\arcsin({\frac {y}{\rho }})+\pi &{\mbox{if }}x<0\\\end{cases}}}.

Hengerkoordináta-felületek; a komponensek: p (zöld), φ (piros), z (kék), a három színes felület kereszteződésénél van az a pont, melyet a hengerkoordináták meghatároznak

Az arcsin függvény a szinuszfüggvény inverze, az azimut φ tartománya [−90°,+270°]. Továbbiak a polárkoordináta-rendszer cikkben olvashatók.
A korszerű programozási nyelvekben van olyan lehetőség, ahol  az azimut φ értéke pontosan kiszámolható, a fent bemutatott analízis nélkül.
Például ezt a funkciót a C programozási nyelvben atan2(y,x)-nak hívják, a Lispben pedig atan(y,x).

### Gömbkoordináta-rendszer
A gömbkoordináta-rendszer (rádiusz r, inklináció θ, azimut φ) átkonvertálható hengerkoordinátákba:
| θ emelkedési szög:                    |  | θ is inklináció:                      |
| {\displaystyle \rho =r\cos \theta \,} |  | {\displaystyle \rho =r\sin \theta \,} |
| {\displaystyle \varphi =\varphi \,}   |  | {\displaystyle \varphi =\varphi \,}   |
| {\displaystyle z=r\sin \theta \,}     |  | {\displaystyle z=r\cos \theta \,}     |

| θ emelkedési szög:                                     |  | θ is inklináció:                                       |
| {\displaystyle r={\sqrt {\rho ^{2}+z^{2}}}}            |  | {\displaystyle r={\sqrt {\rho ^{2}+z^{2}}}}            |
| {\displaystyle {\theta }=\operatorname {arcsin} (z/r)} |  | {\displaystyle {\theta }=\operatorname {arccos} (z/r)} |
| {\displaystyle {\varphi }=\varphi \quad }              |  | {\displaystyle {\varphi }=\varphi \quad }              |

## Távolság
A hengerkoordináta-rendszerben az
{\displaystyle {\begin{aligned}{\mathbf {r} }&=(\rho ,\varphi ,z),\\{\mathbf {r} '}&=(\rho ',\varphi ',z')\end{aligned}}}
pontok távolsága:
{\displaystyle {\begin{aligned}{\mathbf {D} }&={\sqrt {\rho ^{2}+\rho '^{2}-2\rho \rho '\cos {(\varphi -\varphi ')}+(z-z')^{2}}}\end{aligned}}}

## Koordináta-vonalak és -felületek
Ha a koordinátatranszformációt, mint vektoregyenletet tekintjük az {\displaystyle {\vec {r}}} helyvektorral, akkor a következő egyenletet kapjuk:
{\displaystyle {\vec {r}}={\begin{pmatrix}x\\y\\z\end{pmatrix}}={\begin{pmatrix}\rho \cos \varphi \\\rho \sin \varphi \\z\end{pmatrix}}}
Két koordináta rögzítésével koordinátavonalakhoz, egy koordináta rögzítésével koordinátafelületekhez jutunk. Páronként a koordinátafelületek koordinátavonalakban metszik egymást. A koordinátafelületek és koordinátavonalak segítenek meghatározni a helyi bázist.
Egy {\displaystyle (\rho _{0},\varphi _{0},z_{0})} ponton át három koordinátavonal halad, ha {\displaystyle (\rho _{0}\neq 0)}. Ezek:
- {\displaystyle \rho } esetén egy {\displaystyle (0,0,z_{0})} pontban kezdődő, a {\displaystyle z}-tengelyre merőleges félegyenes
- {\displaystyle \varphi } esetén egy {\displaystyle (0,0,z_{0})} középpontú, {\displaystyle \rho _{0}}  sugarú kör egy {\displaystyle z}-tengelyre merőleges síkban
- {\displaystyle z} esetén egy {\displaystyle z}-tengellyel párhuzamos egyenes

Az ugyanehhez a ponthoz tartozó koordinátafelületek:
- konstans {\displaystyle \rho _{0}} esetén egy {\displaystyle z}-tengelyű hengerfelület
- konstans {\displaystyle \varphi } esetén egy {\displaystyle z}-tengely peremű félsík
- konstans {\displaystyle z_{0}} esetén egy {\displaystyle z}-tengelyre merőleges sík

## Lokális bázisvektorok és ortogonalitás
Egyenes vonalú koordinátarendszerekben a teljes tér számára egyetlen globális bázis van. Görbe vonalú koordinátarendszerekben minden ponthoz külön bázist kell definiálni. Egy pontban a helyi {\displaystyle \textstyle {\vec {b}}_{1}}, {\displaystyle \textstyle {\vec {b}}_{2}} és {\displaystyle \textstyle {\vec {b}}_{3}} bázis vektorai a koordinátavonalak érintői, és a koordinátavonalakból deriválással megkaphatók. Ugyanerre az eredményre jutunk, ha a {\displaystyle {\vec {r}}} helyvektor koordinátatranszformávciójának parciális deriváltjait tekintjük {\displaystyle \rho }, {\displaystyle \varphi } és {\displaystyle z} szerint:
{\displaystyle {\vec {b}}_{1}={\frac {\partial {\vec {r}}}{\partial \rho }}={\begin{pmatrix}\cos \varphi \\\sin \varphi \\0\end{pmatrix}}\quad }, {\displaystyle \quad {\vec {b}}_{2}={\frac {\partial {\vec {r}}}{\partial \varphi }}={\begin{pmatrix}-\rho \sin \varphi \\\rho \cos \varphi \\0\end{pmatrix}}} és {\displaystyle \quad {\vec {b}}_{3}={\frac {\partial {\vec {r}}}{\partial z}}={\begin{pmatrix}0\\0\\1\end{pmatrix}}}.
Ez a bázis ortogonális, de nem normált. Az egyes vektorok hossza: 
{\displaystyle |{\vec {b}}_{1}|={\sqrt {{\vec {b}}_{1}{\vec {b}}_{1}}}=1\quad }, {\displaystyle \quad |{\vec {b}}_{2}|={\sqrt {{\vec {b}}_{2}{\vec {b}}_{2}}}=\rho }, {\displaystyle \quad |{\vec {b}}_{3}|={\sqrt {{\vec {b}}_{3}{\vec {b}}_{3}}}=1}
Normálással ortonormált bázishoz jutunk:
{\displaystyle {\vec {e}}_{\rho }={\frac {\frac {\partial {\vec {r}}}{\partial \rho }}{\left|{\frac {\partial {\vec {r}}}{\partial \rho }}\right|}}={\begin{pmatrix}\cos \varphi \\\sin \varphi \\0\end{pmatrix}},\quad {\vec {e}}_{\varphi }={\frac {\frac {\partial {\vec {r}}}{\partial \varphi }}{\left|{\frac {\partial {\vec {r}}}{\partial \varphi }}\right|}}={\begin{pmatrix}-\sin \varphi \\\cos \varphi \\0\end{pmatrix}},\quad {\vec {e}}_{z}={\frac {\frac {\partial {\vec {r}}}{\partial z}}{\left|{\frac {\partial {\vec {r}}}{\partial z}}\right|}}={\begin{pmatrix}0\\0\\1\end{pmatrix}}.}

## Metrikus tenzor
A metrikus tenzor kovariáns  {\displaystyle g=(g_{ij})} komponensei a kovariáns lokális bázisvektorok skaláris szorzatai:
{\displaystyle g_{ij}={\vec {b}}_{i}{\vec {b}}_{j}\quad (i,j\in \{1,2,3\})}.
Kiszámítható, hogy:
{\displaystyle g={\begin{pmatrix}1&0&0\\0&\rho ^{2}&0\\0&0&1\end{pmatrix}}}.

## Funkcionáldetermináns
Feltéve, hogy a {\displaystyle z} egyenesvonalú koordinátának nincs hatása a funkcionűldeterminánsra:
{\displaystyle \det {\frac {\partial (x,y,z)}{\partial (\rho ,\varphi ,z)}}={\begin{vmatrix}\cos \varphi &-\rho \sin \varphi &0\\\sin \varphi &\rho \cos \varphi &0\\0&0&1\end{vmatrix}}=\rho }
Ebből adódik a {\displaystyle \mathrm {d} V} térfogatelemre:
{\displaystyle \mathrm {d} V=\rho \,\mathrm {d} \rho \,\mathrm {d} \varphi \,\mathrm {d} z}
Ez megfelel a metrikus tenzor determinánsának normájának négyzetgyökének, amivel a koordinátatranszformáció számítható (lásd még: Laplace-operátor):
{\displaystyle {\begin{pmatrix}\mathrm {d} x\\\mathrm {d} y\\\mathrm {d} z\end{pmatrix}}={\begin{pmatrix}\cos \varphi &-\rho \sin \varphi &0\\\sin \varphi &\rho \cos \varphi &0\\0&0&1\end{pmatrix}}\cdot {\begin{pmatrix}\mathrm {d} \rho \\\mathrm {d} \varphi \\\mathrm {d} z\end{pmatrix}}}
{\displaystyle {\begin{pmatrix}\mathrm {d} \rho \\\mathrm {d} \varphi \\\mathrm {d} z\end{pmatrix}}={\begin{pmatrix}{\frac {x}{\sqrt {x^{2}+y^{2}}}}&{\frac {y}{\sqrt {x^{2}+y^{2}}}}&0\\{\frac {-y}{x^{2}+y^{2}}}&{\frac {x}{x^{2}+y^{2}}}&0\\0&0&1\end{pmatrix}}\cdot {\begin{pmatrix}\mathrm {d} x\\\mathrm {d} y\\\mathrm {d} z\end{pmatrix}}}

## Vonal- és térfogatelemek
Több problémához célszerű a hengerkoordináta-rendszer használata. Ekkor hasznos a vonal- és a térfogatelemek ismerete, melyek integrálszámítás szempontjából fontosak.
A vonalelem:
{\displaystyle \mathrm {d} \mathbf {r} =\mathrm {d} \rho \,{\boldsymbol {\hat {\rho }}}+\rho \,\mathrm {d} \varphi \,{\boldsymbol {\hat {\varphi }}}+\mathrm {d} z\,\mathbf {\hat {z}} .}
A térfogatelem:
{\displaystyle \mathrm {d} V=\rho \,\mathrm {d} \rho \,\mathrm {d} \varphi \,\mathrm {d} z.}
A ρ konstans sugarú felszínelem függőleges hengeren:
{\displaystyle \mathrm {d} S_{\rho }=\rho \,\mathrm {d} \varphi \,\mathrm {d} z.}
A φ konstans azimutú felszínelem függőleges félsíkon:
{\displaystyle \mathrm {d} S_{\varphi }=\mathrm {d} \rho \,\mathrm {d} z.}
A z konstans magasságú felszínelem vízszintes síkon:
{\displaystyle \mathrm {d} S_{z}=\rho \,\mathrm {d} \rho \,\mathrm {d} \varphi .}
Ebben a rendszerben a del operátor a következő kifejezéseket eredményezi a gradiensre, a divergenciára, a rotációra és a Laplace-operátorra:
{\displaystyle {\begin{aligned}\nabla f&={\frac {\partial f}{\partial \rho }}{\boldsymbol {\hat {\rho }}}+{\frac {1}{\rho }}{\frac {\partial f}{\partial \varphi }}{\boldsymbol {\hat {\varphi }}}+{\frac {\partial f}{\partial z}}\mathbf {\hat {z}} \\[8px]\nabla \cdot {\boldsymbol {A}}&={\frac {1}{\rho }}{\frac {\partial }{\partial \rho }}\left(\rho A_{\rho }\right)+{\frac {1}{\rho }}{\frac {\partial A_{\varphi }}{\partial \varphi }}+{\frac {\partial A_{z}}{\partial z}}\\[8px]\nabla \times {\boldsymbol {A}}&=\left({\frac {1}{\rho }}{\frac {\partial A_{z}}{\partial \varphi }}-{\frac {\partial A_{\varphi }}{\partial z}}\right){\boldsymbol {\hat {\rho }}}+\left({\frac {\partial A_{\rho }}{\partial z}}-{\frac {\partial A_{z}}{\partial \rho }}\right){\boldsymbol {\hat {\varphi }}}+{\frac {1}{\rho }}\left({\frac {\partial }{\partial \rho }}\left(\rho A_{\varphi }\right)-{\frac {\partial A_{\rho }}{\partial \varphi }}\right)\mathbf {\hat {z}} \\[8px]\nabla ^{2}f&={\frac {1}{\rho }}{\frac {\partial }{\partial \rho }}\left(\rho {\frac {\partial f}{\partial \rho }}\right)+{\frac {1}{\rho ^{2}}}{\frac {\partial ^{2}f}{\partial \varphi ^{2}}}+{\frac {\partial ^{2}f}{\partial z^{2}}}\end{aligned}}}

## Hengerkoordináta-harmonikusok
A Laplace-egyenlet hengerszimmetrikus megoldásait hengerkoordináta-harmonikusoknak hívják.

## Fordítás
Ez a szócikk részben vagy egészben  a   Cylindrical coordinate system című angol Wikipédia-szócikk fordításán alapul.  Az eredeti cikk szerkesztőit annak laptörténete sorolja fel. Ez a jelzés csupán a megfogalmazás eredetét és a szerzői jogokat jelzi, nem szolgál a cikkben szereplő információk forrásmegjelöléseként.
Ez a szócikk részben vagy egészben  a   Polarkoordinaten című német Wikipédia-szócikk fordításán alapul.  Az eredeti cikk szerkesztőit annak laptörténete sorolja fel. Ez a jelzés csupán a megfogalmazás eredetét és a szerzői jogokat jelzi, nem szolgál a cikkben szereplő információk forrásmegjelöléseként.

## További információ
- http://mathworld.wolfram.com/CylindricalCoordinates.html
- https://web.archive.org/web/20070129073636/http://astro.elte.hu/icsip/tajekozodas_az_egen/csill_krsz/index.html